# Bern Elliott and the Fenmen
Bern Elliott and the Fenmen war eine britische Beatband, die von 1961 bis 1964 bestand. Ihre bekannteste Aufnahme ist Money, die 1963 Platz 14 der UK-Singlecharts erreichte.
Nachdem Bern Elliott die Gruppe 1964 verlassen hatte, machten The Fenmen bis 1966 noch weitere Aufnahmen, bevor sie sich dann auflösten.

## Bandgeschichte
„Bern Elliott and the Fenmen“ entstand 1961 in Kent. Die Bandmitglieder waren Bern Elliott (Gesang), Alan Judge (Leadgitarre), Jon Povey (Schlagzeug), Wally Allen (Rhythmusgitarre) und Eric Willmer (Bassgitarre).
In den nächsten zwei Jahren traten sie in Clubs in Hamburg auf. 1963 erhielten sie einen Plattenvertrag bei Decca Records. Mit Money hatten sie im gleichen Jahr einen Hit; der Song, dessen US-amerikanische Originalversion aus dem Jahr 1959 stammt, wurde unter anderem auch von den Beatles (1963) und den Rolling Stones (1964) aufgenommen. John Peel nahm die Version der Fenmen in seine Peelennium-Liste auf.
Mit ihrem nächsten Hit New Orleans (Platz 24 der UK-Charts) traten die Fenmen am 13. März 1964 in der Musikshow Ready Steady Go auf.
Im Mai 1964 verließ Bern Elliot die Gruppe, um eine Solokarriere zu starten, die jedoch ohne Charterfolge blieb. Die Fenmen machten ohne Elliott bis 1966 weiter, um sich dann aufzulösen. Wally Allen und Jon Povey schlossen sich den Pretty Things an.

## Diskografie

### Singles
- Money (1963) – UK-Single-Charts #14[3]
- New Orleans (1964) – UK #24[3]

### EPs
- Bern Elliott and the Fenmen (1964)
  - Shake Sherry Shake / Please Mr. Postman / Shop Around / Mashed Potato Chills / I Can Tell